# Tour de France 2007/7. Etappe
| Ergebnis der 7. Etappe            | Ergebnis der 7. Etappe | Ergebnis der 7. Etappe  |
| --------------------------------- | ---------------------- | ----------------------- |
| Etappe 7                          |                        |                         |
| Etappensieger                     | Linus Gerdemann        | 4:53:13 h (40,414 km/h) |
| Zweiter                           | Íñigo Landaluze        | + 0:40 min              |
| Dritter                           | David de la Fuente     | + 1:39 min              |
| Vierter                           | Mauricio Soler         | + 2:14 min              |
| Fünfter                           | Laurent Lefèvre        | + 2:21 min              |
| Sechster                          | Fabian Wegmann         | + 3:32 min              |
| Siebter                           | Juan Manuel Gárate     | + 3:38 min              |
| Achter                            | Xavier Florencio       | gl. Zeit                |
| Neunter                           | Christophe Moreau      | gl. Zeit                |
| Zehnter                           | Alejandro Valverde     | gl. Zeit                |
| Kämpferischster Fahrer            | Linus Gerdemann        | Linus Gerdemann         |
| Zwischenstände nach der 7. Etappe |                        |                         |
| Gelbes Trikot                     | Linus Gerdemann        | 34:43:40 h              |
| Zweiter                           | Íñigo Landaluze        | + 1:24 min              |
| Dritter                           | David de la Fuente     | + 2:45 min              |
| Grünes Trikot                     | Tom Boonen             | 147 P.                  |
| Zweiter                           | Erik Zabel             | 134 P.                  |
| Dritter                           | Robert Hunter          | 103 P.                  |
| Gepunktetes Trikot                | Sylvain Chavanel       | 42 P.                   |
| Zweiter                           | Linus Gerdemann        | 30 P.                   |
| Dritter                           | David de la Fuente     | 30 P.                   |
| Weißes Trikot                     | Linus Gerdemann        | 34:43:40 h              |
| Zweiter                           | Mauricio Soler         | + 3:05 min              |
| Dritter                           | Wladimir Gussew        | + 3:51 min              |
| Teamwertung                       | T-Mobile Team          | 104:19:43 h             |
| Zweiter                           | Euskaltel-Euskadi      | + 0:52 min              |
| Dritter                           | Saunier Duval-Prodir   | + 2:04 min              |

Die 7. Etappe der Tour de France 2007 am 14. Juli, dem Französischen Nationalfeiertag, war 197,5 Kilometer lang und führte die Fahrer von Bourg-en-Bresse ostwärts durch die südöstliche Region Rhône-Alpes, im Einzelnen durch die Départements Ain und Haute-Savoie, nach Le Grand-Bornand in die Alpen. Die erste Bergetappe der Rundfahrt wies insgesamt vier Bergwertungen auf, darunter mit dem Col de la Colombière das erste größere Hindernis für die Fahrer.
Wie nicht anders zu erwarten, begann die Etappe unruhig mit zahlreichen Ausreißversuchen. Trotzdem überfuhr das Peloton geschlossen die erste Sprintwertung bei Rennkilometer 16,5. Danach versuchten sich erneut größere Gruppen abzusetzen, die aber ebenfalls alsbald wieder vom Hauptfeld eingeholt wurden. Erst im Anstieg zur ersten Bergwertung zerfiel das große Peloton, und immer wieder fanden sich mehrere Fahrer zusammen, die eine erfolgreiche Flucht zu initiieren versuchten.
Nach über 40 gefahrenen Rennkilometern bildete sich dann eine siebenköpfige Ausreißergruppe, die aus Paolo Savoldelli, Linus Gerdemann, Benoît Vaugrenard, Rubén Pérez, Egoi Martínez, Laurent Lefèvre und Dmitri Fofonow bestand. Wenig später gesellten sich mit David de la Fuente und Íñigo Landaluze zwei weitere Fahrer zur Führungsgruppe hinzu. Dahinter formierte sich eine dreiköpfige Verfolgergruppe um José Iván Gutiérrez, Juan Antonio Flecha und Bram Tankink und eine weitere vierköpfige mit den Fahrern Fabian Wegmann, Martin Elmiger, Jérôme Pineau und Igor Antón. Beide Verfolgergruppen schlossen in der Folge zu den neun Führenden auf, jedoch hatte sich Antón aus der zweiten Verfolgergruppe zurückfallen lassen, so dass schließlich 15 Fahrer vor dem Hauptfeld lagen. Der Vorsprung der Gruppe stieg schnell auf 8:30 Minuten an, ehe das Feld, das zunächst keine Nachführarbeit geleistet hatte, unter der Regie von Predictor-Lotto die Verfolgung aufnahm und den Rückstand zunächst langsam verringerte und dann konsolidierte. Der Vorsprung lag bis zum Fuße des Anstiegs zum Col de la Colombière bei knapp fünf Minuten, ehe sich in der Führungsgruppe Pérez und Tankink leicht absetzen konnten, jedoch gleich von den restlichen Fahrern wieder gestellt wurden.
Im Anstieg zerfiel die Fluchtgruppe dann endgültig, nachdem Gutiérrez und de la Fuente angegriffen hatten und einige Fahrer zurückfielen. Gerdemann schloss wenig später zum Führungsduo auf. Als mit Fofonow ein weiterer Fahrer dazu kam, forcierte Gerdemann das Tempo und setzte sich mit Fofonow an die Spitze des Rennens. Unterdessen wurde die Hauptgruppe um die Favoriten, in der Rabobank die Tempoarbeit machte, immer kleiner. 20 Kilometer vor dem Ziel und etwas mehr als fünf Kilometer unterhalb des Gipfels attackierte Gerdemann erneut und konnte seinen Kontrahenten abschütteln, der alsbald von Landaluze und de la Fuente überholt wurde. Auf dem Kulminationspunkt hatte der Deutsche 18 Sekunden Vorsprung auf seinen nächsten Verfolger, den Spanier Landaluze, dem wiederum sein Landsmann de la Fuente folgte. Die Favoritengruppe erreichte den Gipfel mit 3:20 Minuten Rückstand.
In der 14,5 Kilometer langen Abfahrt hinunter nach Le Grand-Bornand baute Linus Gerdemann seinen Vorsprung auf Landaluze wieder aus und sicherte sich am Ende bei seiner ersten Frankreich-Rundfahrt auch seinen ersten Etappensieg. Auf den weiteren Plätzen folgten Íñigo Landaluze mit 40 Sekunden Rückstand und David de la Fuente, weitere 59 Sekunden zurück. Die Gruppe mit allen Favoriten kam 3:38 Minuten nach Gerdemann ins Ziel.
Durch seinen Sieg und den großen Vorsprung auf das Hauptfeld übernahm Gerdemann die Führung in der Gesamtwertung mit 1:24 Minuten Vorsprung auf den neuen zweitplatzierten Íñigo Landaluze. Zudem sicherte er sich auch die Führung in der Nachwuchswertung. Fabian Cancellara, der das Gelbe Trikot seit dem Prolog trug, erreichte das Ziel mit über 22 Minuten Rückstand auf Gerdemann und fiel damit in der Gesamtwertung weit zurück. In der Bergwertung und Punktewertung behielten Sylvain Chavanel und Tom Boonen ihre jeweiligen Trikots. Die Führung in der Teamwertung übernahm das T-Mobile Team.

## Aufgaben
- 056 Óscar Freire – vor dem Start der Etappe, andauernde Sitzprobleme
- 206 Rubén Lobato – vor dem Start der Etappe
- 214 Enrico Degano – während der Etappe, Schürfwunden und Prellungen im Brust- und Rückenbereich nach Sturz auf der 6. Etappe

## Zwischensprints

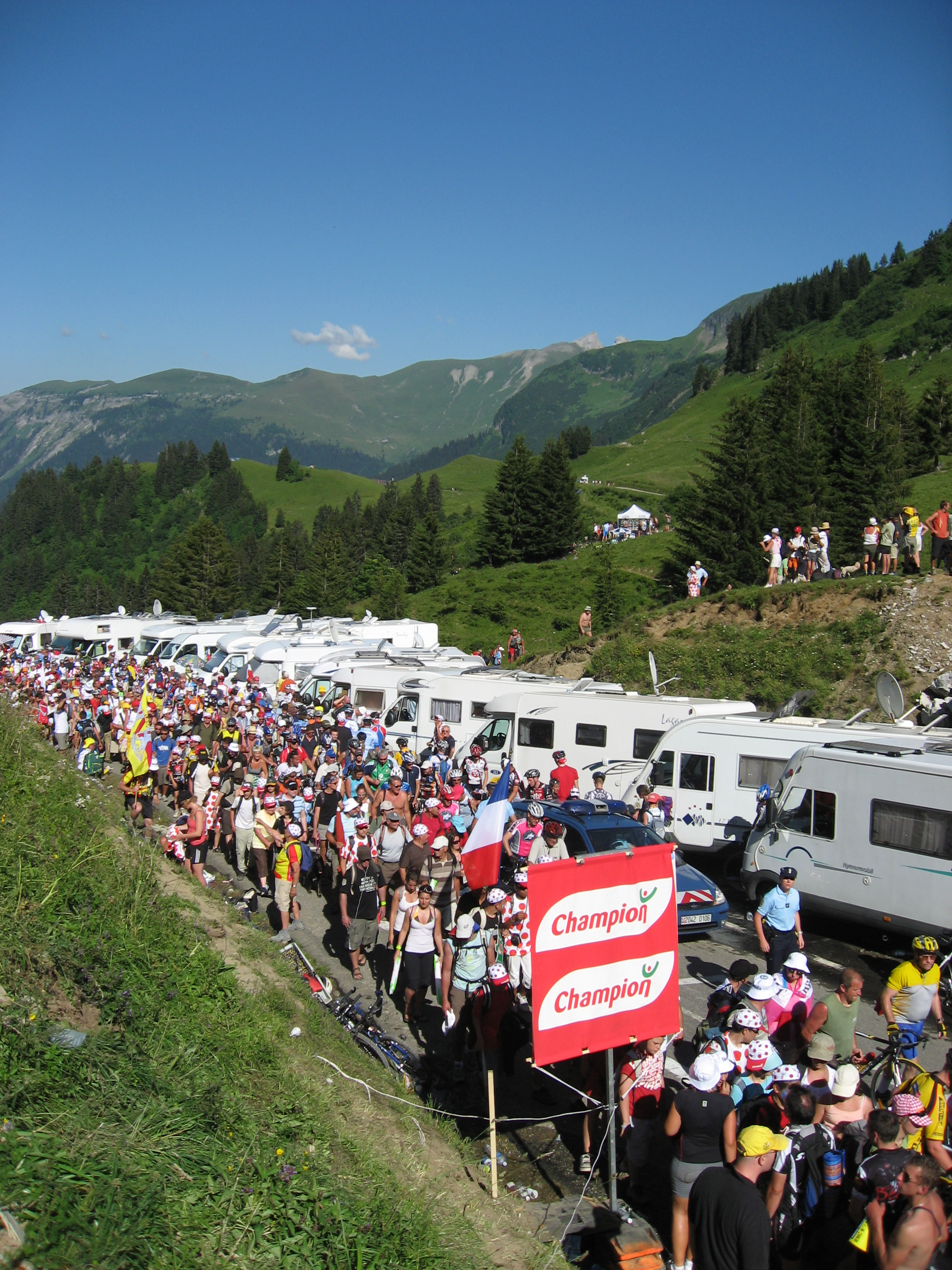
Blick von der Passhöhe des Col de la Colombière

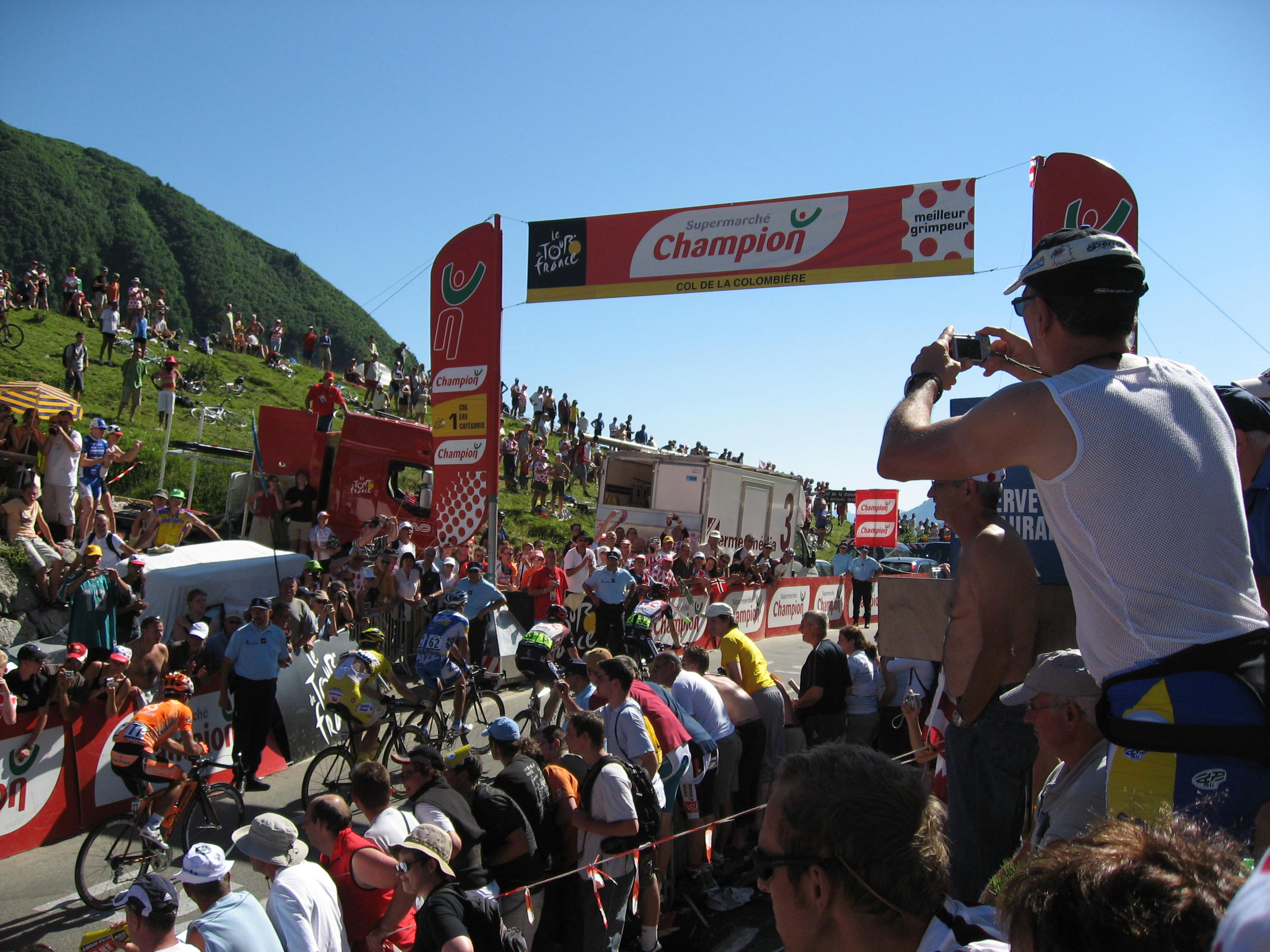
Eine Gruppe mit Jens Voigt passiert den Schlussgipfel am Col de la Colombière

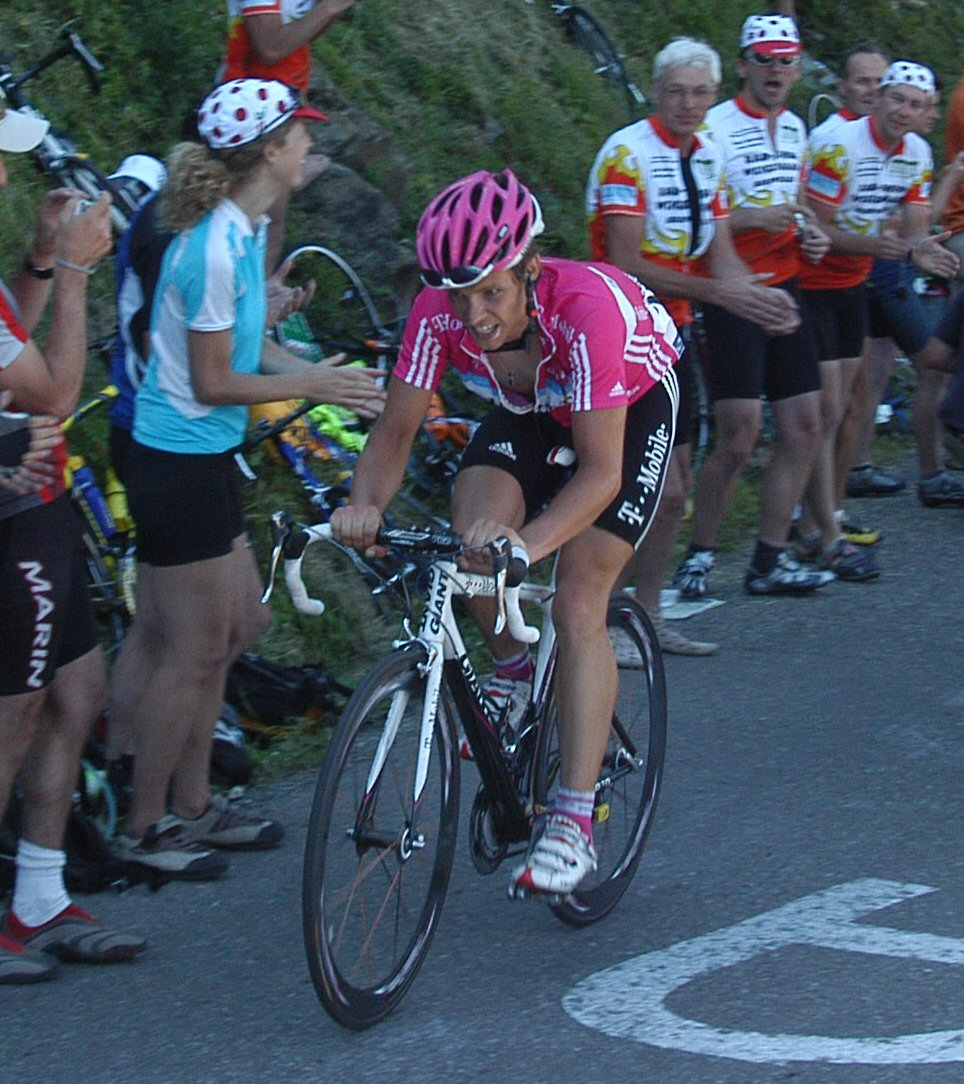
Etappensieger Linus Gerdemann am Schlussanstieg

1. Zwischensprint in Pont-d’Ain (Kilometer 16,5) (249 m ü. NN)
| Erster  | Tom Boonen      | 6 P. und 6 s |
| Zweiter | Erik Zabel      | 4 P. und 4 s |
| Dritter | Daniele Bennati | 2 P. und 2 s |

2. Zwischensprint in Anglefort (Kilometer 86) (285 m ü. NN)
| Erster  | Linus Gerdemann | 6 P. und 6 s |
| Zweiter | Rubén Pérez     | 4 P. und 4 s |
| Dritter | Bram Tankink    | 2 P. und 2 s |

## Bergwertungen
Côte de Corlier, Kategorie 3 (Kilometer 35,5) (753 m ü. NN; 6,4 km à 5,3 %)
| Erster  | Michael Rasmussen | 4 P. |
| Zweiter | Gorka Verdugo     | 3 P. |
| Dritter | Sylvain Chavanel  | 2 P. |
| Vierter | Sérgio Paulinho   | 1 P. |

Côte de Cruseilles, Kategorie 3 (Kilometer 122,5) (758 m ü. NN; 7,1 km à 4,4 %)
| Erster  | David de la Fuente | 4 P. |
| Zweiter | Laurent Lefèvre    | 3 P. |
| Dritter | Benoît Vaugrenard  | 2 P. |
| Vierter | Rubén Pérez        | 1 P. |

Côte Peguin, Kategorie 4 (Kilometer 134) (874 m ü. NN; 4,3 km à 4,1 %)
| Erster  | David de la Fuente | 3 P. |
| Zweiter | Laurent Lefèvre    | 2 P. |
| Dritter | Dmitri Fofonow     | 1 P. |

Col de la Colombière, Kategorie 1 (Kilometer 183) (1618 m ü. NN; 16,0 km à 6,8 %)
| Erster   | Linus Gerdemann    | 30 P. |
| Zweiter  | Íñigo Landaluze    | 26 P. |
| Dritter  | David de la Fuente | 22 P. |
| Vierter  | Laurent Lefèvre    | 18 P. |
| Fünfter  | Mauricio Soler     | 16 P. |
| Sechster | Dmitri Fofonow     | 14 P. |
| Siebter  | Martin Elmiger     | 12 P. |
| Achter   | Michael Rasmussen  | 10 P. |

*Die Punkte der Bergwertung werden verdoppelt, wenn der letzte Pass der Etappe der Kategorie HC, 1 oder 2 entspricht.